# Juan de Valdés Leal
Juan de Valdés Leal (Sevilla, 1622. május 4. – Sevilla, 1690. október 15.) spanyol barokk festő. Sevillában élt és alkotott. Művészete rapszódikusabb karakterű, kolorisztikus értékekben magán Murillón is túlmegy.  Festészetének a zord elmúlás-allegóriák adnak egyéni jelleget. 

## Életpályája
Édesapja egy portugál nemes, Fernando de Nisa, édesanyja a sevillai születésű Antonia de Valdés Leal volt. 

## Gyermekei
Lucas de Valdés, Luisa de Morales, Juan de Valdés Carasquilla

## Képgaléria

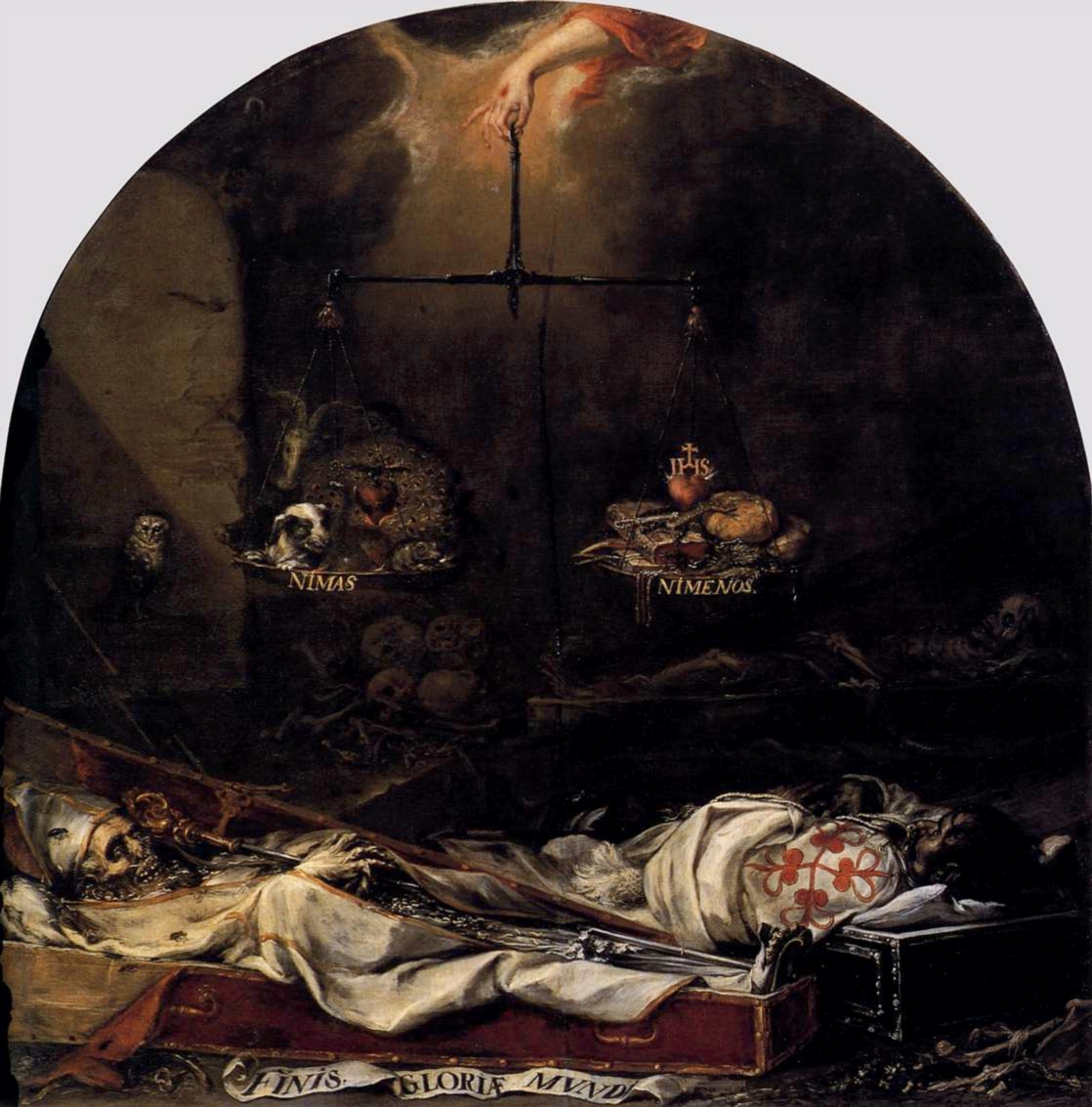
Finis gloriae mundi (Így múlik el a világ dicsősége), 1670 - 1672